# Morazán (kommunhuvudort)
Morazán är en kommunhuvudort i Guatemala.   Den ligger i departementet Departamento de El Progreso, i den centrala delen av landet, 50 km nordost om huvudstaden Guatemala City. Morazán ligger 359 meter över havet och antalet invånare är 2 554.
Terrängen runt Morazán är kuperad åt sydväst, men åt nordost är den bergig. Runt Morazán är det ganska tätbefolkat, med 75 invånare per kvadratkilometer. Närmaste större samhälle är Guastatoya, 11,8 km sydost om Morazán. I omgivningarna runt Morazán växer huvudsakligen savannskog.